# Cantonul Monestiés
Cantonul Monestiés este un canton din arondismentul Albi, departamentul Tarn, regiunea Midi-Pyrénées, Franța.

## Comune
| Comune           | Populație (1999) | Cod poștal | Cod INSEE |
| ---------------- | ---------------- | ---------- | --------- |
| Combefa          | 161              | 81640      | 81068     |
| Laparrouquial    | 108              | 81640      | 81135     |
| Monestiès        | 1.424            | 81640      | 81170     |
| Montirat         | 268              | 81190      | 81180     |
| Saint-Christophe | 135              | 81190      | 81245     |
| Salles           | 185              | 81640      | 81275     |
| Le Ségur         | 230              | 81640      | 81280     |
| Trévien          | 192              | 81190      | 81304     |
| Virac            | 216              | 81640      | 81322     |